# Reinhard Goering
Pour les articles homonymes, voir Goering (homonymie).
Œuvres principales
Seeschlacht (1917)
Reinhard Goering (23 juin 1887 au château Bieberstein, dans la commune de Hofbieber - 14 octobre 1936 près de Bucha) est un écrivain et dramaturge représentant de l’expressionnisme littéraire allemand.

## Biographie
Goering qui a étudié la médecine devient médecin militaire en 1914, quand éclate la guerre. Ayant contracté la tuberculose, il est envoyé en sanatorium, à Davos jusqu'à la fin du conflit. C'est là, qu'en 1916, il écrit son œuvre la plus remarquable, le drame théâtral Seeschlacht (« bataille navale) », qui sera représenté en 1918.
Menant une vie errante, voire de vagabond, Goering ouvre des cabinets médicaux pour les fermer ensuite puis reprendre la route. Le 4 novembre 1936, on retrouve son corps près de Bucha, non loin de Iéna. Goering, alors sans domicile, s'est suicidé, sans doute le 14 octobre.

## Ouvrages
- 1912, Jung Schuck, roman
- 1917, Seeschlacht, poème dramatique, S. Fischer Verlag
- 1919 Scapa Flow, S. Fischer Verlag
- Der Erste, théatre
- Der Zweite, théatre
- Die Retter, tragédie
- 1930, Die Südpolexpedition, théatre

## Sources
- (de) Otto F. Best, 1990, Reinhard Goering. Seeschlacht, Stuttgart, Reclam.